# Muhàmmad ibn Abd-Al·lah ibn Tàhir Dhi-l-Yaminayn
|  | Per a altres significats, vegeu «Muhàmmad ibn Tàhir ibn Abd-Al·lah ibn Tàhir Dhi-l-Yaminayn». |

Abu-l-Abbàs Muhàmmad ibn Abd-Al·lah ibn Tàhir Dhi-l-Yaminayn o, més senzillament, Muhàmmad ibn Abd-Al·lah (àrab: محمد بن عبدالله بن طاهر, Muḥammad b. ʿAbd Allāh b. Ṭāhir) (824/825 - novembre del 867) fou un membre de la família tahírida que va governar Bagdad i Iraq.
Vivia al Khorasan i el califa Al-Mutawàkkil el va cridar a Bagdad el 851 i el va designar com a governador militar (Muhammad II ibn Abd Allah ibn Tahir) càrrec que va exercir fins al 867. Se li va encarregar posar fi a l'anarquia. El 862 el califa al-Mustain li volia conferir el govern del Khorasan però va renunciar i llavors li va concedir junt amb el govern de tot l'Iraq el de l'Hijaz amb Medina i la Meca. El 863 van esclatar disturbis a Bagdad i Samarra a causa d'una derrota davant els romans d'Orient que va provocar la fúria del poble que es va girar contra el govern, però el visir Utamish amb el suport dels generals turcs Wasif i Bugha el Jove van poder controlar la situació.
Poc després (863) es va revoltar a Kufa el pretendent alida Yahya ibn Umar, descendent d'Ali ibn Abi-Tàlib, i va expulsar al governador de la ciutat. Muhammad va enviar un exèrcit a la zona que fou rebutjat, però finalment el rebel va morir en lluita contra un exèrcit abbàssida dirigit per al-Husayn ibn Ismail que va comptar amb la col·laboració d'una columna que va atacar per darrere (agost del 864). Un altre pretendent alida, al-Hasan ibn Zayd ibn Muhammad fou cridat al Tabaristan per dos caps locals oposats als tahírides i en poc temps es va fer reconèixer com a sobirà a tota la regió; els governadors tahírides a Rayy i Qazvín foren expulsats i substituïts per alides. Però el governador del Khorasan, Muhàmmad ibn Tàhir ibn Abd-Al·lah ibn Tàhir Dhi-l-Yaminayn, que era nebot de Muhammad ibn Abd Allah ibn Tahir, va enviar un exèrcit contra Rayy i va derrotar el governador alida que va caure presoner, i va ocupar la ciutat; no obstant va caure altre cop en mans dels alides poc temps després. Quan l'antic governador del Tabaristan, Sulayman ibn Abd Allah va envair la província amb forces califals i la va sotmetre, al-Hasan ibn Zayid va fugir a Daylam on fou derrotat per Muhammad ibn Tahir el 865/866
El 865 un altre alida de nom Ismail ibn Yusuf, descendent d'Ali ibn Abi-Tàlib, es va revoltar al Hijaz i va saquejar la Meca i Medina matant molts pelegrins pel que fou conegut com al-Saffak (El vessador de sang). D'altra banda a la capital Bagdad els disturbis es reproduïen periòdicament i així el febrer del 865 el califa al-Mustain va abandonar Samarra per anar a viure a Bagdad. Llavors el príncep al-Mútazz fou tret per la força de la presó de Samarra on restava i proclamat califa, i va nomenar al seu germà Abu Ahmad com a general en cap de les forces en lluita contra al-Mustain i el seu governador Muhammad ibn Abd Allah a Bagdad. Es van celebrar negociacions que no van tenir resultats i va començar la guerra que va tenir diverses alternatives. Nombrosos combats es van lliurar a la rodalia de Bagdad amb resultats que van afavorir de vegades als uns i de vegades als altres. Quan Muhammad va decidir iniciar noves negociacions fou acusat de traïció i va haver de ser protegit pel mateix califa contra les tropes que s'oposaven a tota concessió; però sabent que el califa estava disposat a sacrificar-se, va fer finalment la pau amb Abu Ahmad. El califa va acceptar el tractat i va abdicar en favor d'al-Mútazz el gener del 866.
Muhammad ibn Abd Allah va morir el novembre del 867 quan encara exercia el càrrec i el va substituir el seu germà Ubayd Allah ibn Abd Allah ibn Tahir.